# Super Mario Sunshine
Super Mario Sunshine es un videojuego de plataformas de 2002 desarrollado y publicado por Nintendo para GameCube. Es el segundo juego en 3D de la serie Super Mario, después de Super Mario 64 (1996). El juego fue dirigido por Yoshiaki Koizumi y Kenta Usui, producido por los creadores de la serie Shigeru Miyamoto y Takashi Tezuka, escrito por Makoto Wada y musicalizado por Koji Kondo y Shinobu Tanaka.
El juego tiene lugar en la isla Delfino, donde Mario, Kinopio, Peach y cinco Toads se van de vacaciones. Un villano parecido a Mario, conocido como Shadow Mario, destroza la isla con grafitis y deja que Mario sea condenado injustamente por el desastre. Mario recibe la orden de limpiar Isla Delfino, usando un dispositivo llamado F.L.U.D.D. (Flash Liquidizer Ultra Dousing Device) —mismo nombre en Hispanoamérica (Fuente de Líquido Ultra Dispersable Direccionable) y A.C.U.A.C. en España (Aparato de Chorro Ultra-Atómico Combinado)—, mientras salva a Peach de Mario Oscuro.
Super Mario Sunshine recibió elogios de la crítica, quienes destacaron los gráficos, la jugabilidad, la historia, la banda sonora y la incorporación de F.L.U.D.D. como mecánica, aunque algunos criticaron la cámara del juego y la naturaleza ingeniosa de F.L.U.D.D., así como la decisión de utilizar la actuación de voz completa para algunos personajes. El juego vendió más de cinco millones de copias en todo el mundo en 2006, lo que lo convierte en uno de los juegos de GameCube más vendidos. El juego se relanzó como parte de la marca Player's Choice en 2003. Nintendo EPD lo relanzó junto con Super Mario 64 y Super Mario Galaxy en la colección Super Mario 3D All-Stars para Nintendo Switch en 2020. El juego se relanzará para Nintendo Switch 2 como parte del servicio Nintendo Classics en Nintendo Switch Online.

## Sistema de juego

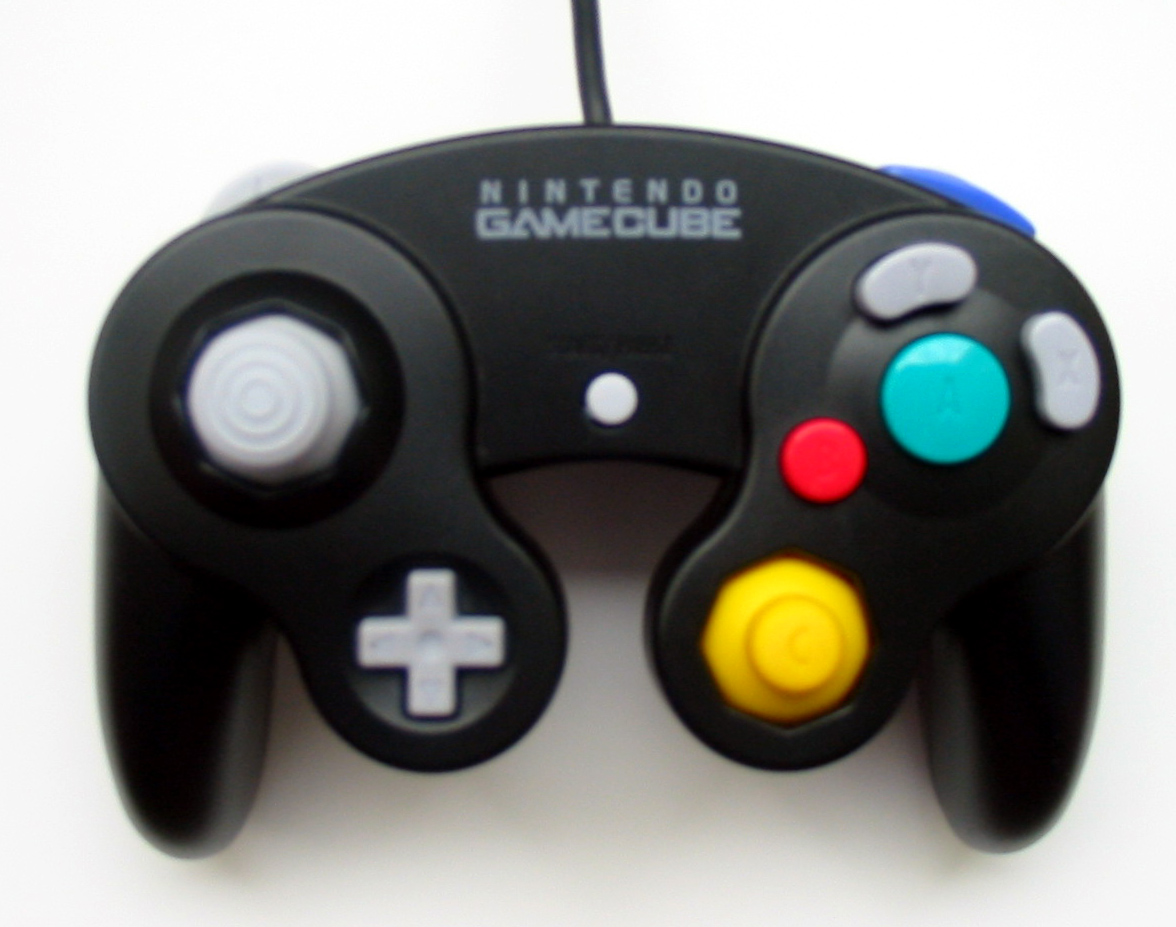
Mando Nintendo GameCube Negro

Super Mario Sunshine comparte muchos elementos de juego similares con su predecesor, Super Mario 64, al tiempo que presenta varias características de juego nuevas. Los jugadores controlan a Mario mientras intenta obtener 120 Soles (Shine Sprites en inglés) para devolver la luz a Isla Delfino y demostrar su inocencia después de que Bowser Jr. —disfrazado de Mario— roba los Soles y cubre la isla con baba tóxica. Los jugadores comienzan en el mundo central de plaza Delfino y acceden a varios mundos a través de portales que están disponibles a medida que avanza el juego. Similar a la recolección de estrellas en Super Mario 64, los jugadores obtienen Soles al completar una misión seleccionada con un objetivo específico. A diferencia de su predecesor, estas misiones tienen un orden lineal más estricto y la mayoría de los Soles de otras misiones no se pueden recolectar hasta que se completen las misiones anteriores. También hay varias áreas ocultas y desafíos en Isla Delfino donde se pueden obtener más Soles. A lo largo del juego, los jugadores también pueden encontrar monedas azules escondidas en la isla, que se pueden cambiar por más Soles en el cobertizo para botes en plaza Delfino.
En este juego, a Mario se le une una bomba de agua robótica llamada F.L.U.D.D., que usa el poder del agua para limpiar la suciedad y ayudar a Mario a llegar a nuevos lugares. Mario comienza con dos boquillas predeterminadas para F.L.U.D.D., Pistola y Planeador, entre las que puede cambiar rápidamente. La primera le permite a Mario rociar un chorro de agua que puede usar para limpiar lodo, atacar a los enemigos y activar ciertos mecanismos. La boquilla Planeador le permite a Mario flotar en el aire por un corto período de tiempo, lo que le permite cruzar grandes espacios mientras rocía hacia abajo. A medida que avanza el juego Mario desbloquea dos boquillas adicionales para el F.L.U.D.D.: la boquilla Propulsor, que dispara a Mario en el aire; y la boquilla Turborreactor, que mueve a Mario a altas velocidades, lo que le permite correr sobre el agua y entrar en ciertas áreas. Cada una de las boquillas del F.L.U.D.D. utiliza agua de sus reservas, que se pueden rellenar con agua a través de sitios como ríos o fuentes, o con botellas de agua que se esconden en algunos niveles dentro de cajas. También hay varias secciones secretas donde F.L.U.D.D. no puede ser usado por Mario, lo que lo obliga a confiar en sus habilidades naturales de plataformas. A diferencia de Super Mario 64, Mario ya no puede realizar saltos largos. En ciertos puntos del juego, Mario puede encontrarse con un huevo del que sale un Yoshi después de que le traigan una fruta que pide. Los colores del Yoshi varían de acuerdo a la fruta. Este se puede montar y puede atacar escupiendo jugo, lo que puede despejar ciertos obstáculos que el agua no puede. Yoshi también puede usar su lengua para comer enemigos u otras frutas que cambian de color, dependiendo de su tipo. Yoshi desaparecerá si se queda sin jugo o si cae en aguas profundas. El jugo se puede reponer comiendo más fruta.

## Argumento
El juego tiene lugar en Isla Delfino, una isla tropical con forma de delfín. Está habitada principalmente por los pueblos de los Piantas (Forestanos en España) y Nokis (Calisoles en España).
Mario se dirige a la Isla Delfino para unas vacaciones con la Princesa Peach, su mayordomo Toadsworth y varios otros Toads. Antes de aterrizar se muestra un video de bienvenida a la Isla Delfino, en donde se muestran las cosas que podrán hacer para relajarse, pero a la Princesa Peach le llama la atención que vio una silueta con la forma de Mario recorriendo la plaza de la Isla, Peach intenta preguntarle a Mario y Toadsworth si notaron la silueta, pero Mario está distraído pensando en la comida y Toadsworth está pensando en él relajándose en la playa.
A su llegada a la pista de aterrizaje del aeropuerto Delfino, descubren una masa pegajosa parecida a la pintura esparcida por toda la pista. Mientras todos comienzan a investigar sobre la extraña sustancia, Peach logra ver nuevamente una silueta extraña parado sobre un pilar, pero al intentar decírselo a los demás, esta desaparece y Toadworth le pide a Mario que busque algo de ayuda. Mientras Mario intenta conseguir ayuda, se encuentra con el Flash Liquidizing Ultra Dousing Device —F.L.U.D.D.— (Aparato de Chorro Ultra-Atómico Combinado —A.C.U.A.C.— en España), un cañón de agua robótico que puede hablar creado por el profesor E. Gadd, y gracias a ella, Mario derrota a una planta piraña cubierta de baba que emerge de la sustancia pegajosa, y al derrotarla, esta suelta un Shine Sprite que Mario recolecta. A pesar de haber ayudado a derrotar a la planta piraña, Mario es inmediatamente arrestado por la policía ya que es considerado el principal sospechoso de vandalizar y contaminar toda la isla con grafitis. Como resultado, la fuente de poder de la isla, los Shine Sprites, han desaparecido y la isla está cubierta de sombras. Como sentencia, a Mario se le asigna trabajo de servicio comunitario para limpiar la isla, por lo cual, hasta no cumplir con la condena, Mario no podrá abandonar la isla.
Como primera tarea, se le asigna a Mario deshacerse de una enorme mancha de pintura que cubre toda la plaza, en donde otra planta piraña aparece y Mario la derrota nuevamente. Sin embargo, al derrotarla, una estatua se forma en frente de Mario, pero la Princesa Peach y Toadsworth se dan cuenta de que hay algo encima de la estatua, se revela que es un doppelgänger azul oscuro de Mario conocido como Shadow Mario. Usando un pincel mágico, Shadow Mario ha sido el verdadero responsable de pintar los grafitis en toda la isla. Intenta secuestrar a la Princesa Peach, pero Mario frustra su intento y después de rescatar a la Princesa, ella le confiesa que estaba segura de haberlo visto en el aeropuerto y que es muy probable que él haya sido el responsable de todos los grafitis y le pide a Mario que lo detenga, posteriormente, Mario lo persigue hasta un lugar llamado Bianco Hills, iniciando la aventura principal del juego.
Después de que el jugador recolecte diez Shine Sprites, Shadow Mario secuestra con éxito a la Princesa Peach y la lleva a Pinna Island. Al llegar a Pinna Park, un parque de atracciones en la isla, Mario se encuentra con su doppelgänger y este último revela un robot gigante con la forma de Bowser llamado Mecha Bowser. Después de que Mario destruya a Mecha Bowser, Shadow Mario revela que su verdadera identidad es Bowser Jr., y que fue él quien incriminó a Mario porque su padre, Bowser, le dijo que la Princesa Peach es su madre a quien Mario estaba tratando de secuestrar, también reveló que él mismo hizo las pinturas con un pincel mágico que le "prestó" un extraño viejo con bata blanca, tratándose del Profesor E. Gadd (cuyo logotipo se encuentra tanto en el pincel como en F.L.U.D.D., e incluso a F.L.U.D.D. se le hace curioso este último detalle). La cabeza de Mecha Bowser luego se transforma en un globo aerostático y Bowser Jr. escapa junto con la Princesa Peach a Corona Mountain.
Después de que el jugador derrota a Bowser Jr. —con su disfraz de Shadow Mario— en los siete niveles principales, Delfino plaza se inunda y se abre el camino a Corona Mountain. Mario viaja a través de las cavernas llenas de lava y encuentra a Bowser, Bowser Jr. y la Princess Peach en un jacuzzi gigante en el cielo. Mario derrota a Bowser y Bowser Jr. al destruir el jacuzzi, lo que hace que todos caigan del cielo. Bowser y Bowser Jr. aterrizan en una plataforma en el océano, mientras que Mario y Peach aterrizan en una pequeña isla. Sin embargo, F.L.U.D.D. se daña por la caída y se apaga. no sin antes decirle a Mario: "Mario... ¿Te he... sido... de ayuda?...". Mario y Peach observan cómo se restaura el poder del Shine Gate mientras un grupo de Piantas y Nokis celebran que los Shine Sprites han regresado. Mientras tanto, Bowser le admite a su hijo que Peach no es realmente su madre, a lo que Bowser Jr. responde que ya lo sabía desde un principio, y que cuando sea mayor quiere volver a enfrentarse con Mario, algo que deja muy orgulloso a Bowser. Mario y la Princesa Peach miran la puesta de sol en Sirena Beach, y los Toads le presentan a Mario que F.L.U.D.D. ha sido reparada, y F.L.U.D.D. declara que las vacaciones comienzan ahora.Durante los créditos, se mostrarán varias fotografías de las vacaciones de Mario y sus amigos en todos los lugares de la isla.
Al finalizar los créditos, se mostrará que el pincel de Bowser Jr. cayó en una isla y es encontrado por Il Piantissimo (Forestón en España). Si el jugador logró conseguir los 120 Shine Sprites, al finalizar los créditos se mostrará una postal con todos los personajes en el casino del Hotel Delfino y un texto que dice "¡Ahora puedes disfrutar de tus vacaciones! ¡Te las has ganado!".

## Desarrollo

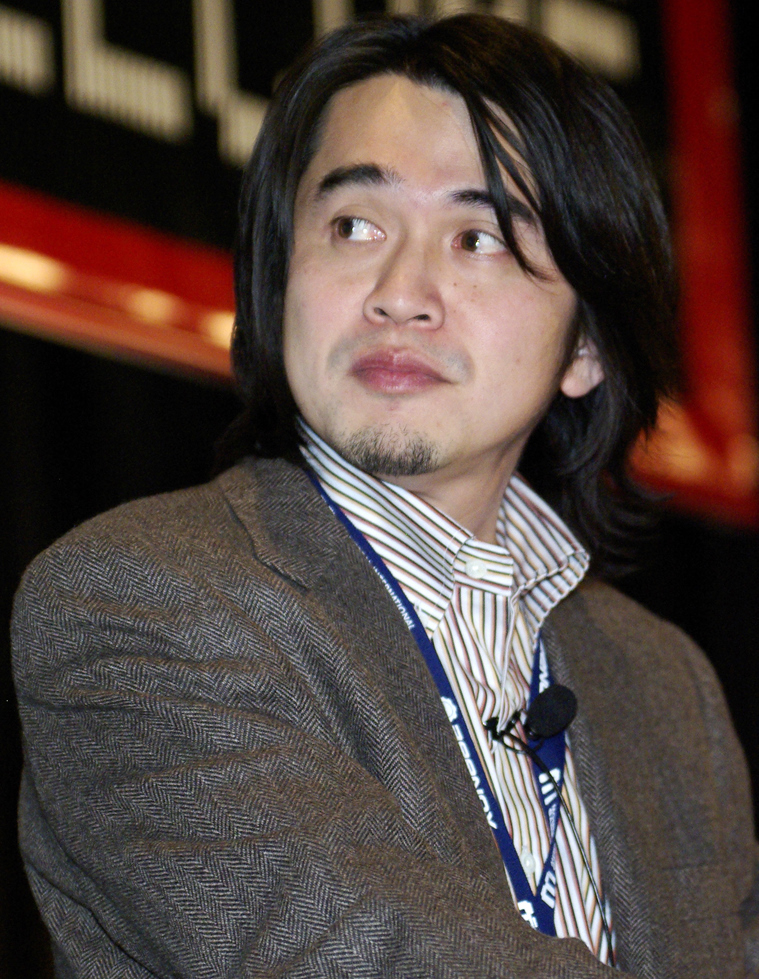
Yoshiaki Koizumi dirigió Super Mario Sunshine después de trabajar en varios otros proyectos para Nintendo con papeles más pequeños

Se había estado desarrollando una secuela de Super Mario 64 durante varios años; los juegos cancelados Super Mario 64 2/Super Mario 128 fueron algunas ideas que Nintendo tuvo para una secuela directa. Super Mario Sunshine comenzó a desarrollarse a fines de 2000 o principios de 2001. Se mostró por primera vez en Nintendo Space World 2001. El juego se volvió a mostrar más tarde en el E3 de 2002. Fue desarrollado por Nintendo EAD.
El juego recibió el primer papel principal de dirección del diseñador de Nintendo, Yoshiaki Koizumi, luego de un aprendizaje de diez años trabajando en varios otros juegos. Los creadores de Super Mario, Shigeru Miyamoto y Takashi Tezuka, actuaron como productores. Fue el primer juego propio de Nintendo después de que Satoru Iwata se convirtiera en presidente de Nintendo, reemplazando a Hiroshi Yamauchi. Desarrollar un juego de Mario para GameCube fue la última solicitud que Yamauchi le dio al equipo antes de renunciar. En una entrevista sobre el desarrollo de Super Mario Sunshine con Koizumi, Kenta Usui y Tezuka, se mencionó que el desarrollo del juego comenzó luego de mostrar Super Mario 128 y luego del éxito comercial y de crítica de The Legend of Zelda: Majora's Mask, cuando Koizumi concibió la idea de un juego que implicaba una bomba de agua. Sin embargo, al principio Koizumi, Miyamoto y Tezuka pensaron que el mundo estaba demasiado fuera de lugar con Mario. Había diez candidatos para posibles boquillas de agua y F.L.U.D.D. fue elegido por encajar en el escenario del juego, aunque no era uno de los favoritos. También declararon que se omitieron varias características de Yoshi, como Yoshi vomitando agua y alimentándolo. Fue el primero en la serie Mario en incluir la sobrefalda y cola de caballo tipo panneria de Peach y las manchas de diferentes colores de Toad y chalecos con contornos amarillos.
Koji Kondo y Shinobu Tanaka compusieron la partitura de Super Mario Sunshine. Kondo compuso el motivo principal de Isla Delfino, Bianco Hills, Ricco Harbour y Gelato Beach, así como los créditos finales, mientras que la música adicional fue compuesta por Tanaka. La banda sonora presenta varios arreglos de melodías clásicas de Mario, incluida la música underground y la música del escenario principal del Super Mario Bros. original.
Super Mario Sunshine cuenta con muchos de los actores de voz habituales de los distintos personajes de Mario. Charles Martinet brindó su voz a Mario, Jen Taylor da voz a Princess Peach y Toad, Kit Harris a F.L.U.D.D. y los Nokis, Scott Burns le da voz a Bowser en el primer papel de habla del personaje en un videojuego, Toadsworth y los Piantas masculinos, y Dolores Rogers le da voz a Bowser Jr. y las Piantas femeninas. A diferencia de la mayoría de los juegos de la serie, las escenas de corte en Super Mario Sunshine cuentan con actuación de voz en inglés completo.

## Lanzamiento
Super Mario Sunshine fue lanzado en Japón el 19 de julio de 2002. Posteriormente fue lanzado en los Estados Unidos el 26 de agosto de ese año. El 14 de octubre de 2002 se lanzó en Norteamérica un paquete de GameCube que contenía el juego junto con una consola de GameCube.A pesar de que el videojuego tiene una temática veraniega, fue lanzado en Europa el 4 de octubre de 2002, durante la temporada de otoño.

#### Super Mario 3D All-Stars
El juego fue relanzado junto con Super Mario 64 (1996) y Super Mario Galaxy (2007) junto con sus bandas sonoras en la compilación de juegos llamado Super Mario 3D All-Stars en Nintendo Switch el 18 de septiembre de 2020, esto con motivo del 35.º aniversario de Super Mario Bros. de forma limitada hasta marzo de 2021.Siendo la primera vez que el juego es relanzado en otra plataforma de Nintendo. En esta compilación, Super Mario Sunshine y los otros dos juegos sufrieron cambios como la adaptación de los gráficos a unos de alta definición y controles adaptados para el Nintendo Switch, también una mejora en su resolución, ahora siendo compatible a una resolución de 1080p en el modo televisión (720p en modo portátil) y unas pocas texturas mejoradas a mayor calidad. Cabe recalcar que en Super Mario Sunshine se modificó que ahora el juego se presente en widescreen a comparación del modo 4:3 de su versión original.
Un cambio importante fue que debido a que los Joy-Cons y el Nintendo Switch Pro Controller carecen de gatillos analógicos que los controles de GameCube poseen, los controles de la función de lanzar agua fueron modificado para que el gatillo ZR sea similar a apretar el gatillo analógico de GameCube hasta aproximadamente la marca de 3/4, mientras que el bumper R sea utilizado para apuntar con precisión mientras Mario está quieto.
Inicialmente Super Mario Sunshine no era compatible con el control de GameCube, hasta la actualización 1.1.0 donde finalmente se le añadió la compatibilidad completa con el control de GameCube, usando los comando clásicos del juego original y la posibilidad de utilizar los gatillos analógicos del control.

## Recepción
Super Mario Sunshine recibió generalmente críticas positivas. IGN elogió la adición de la mochila de agua para mejorar la jugabilidad, mientras GameSpy comentaba sobre «los buenos movimientos y los entornos construidos de una forma fantástica». El videojuego recibió un puntaje perfecto por parte de Nintendo Power, quien lo destacó por «sus excelentes gráficos, su excelente música, sus diseños inteligentes, sus divertidas escenas de vídeo y los puzles ingeniosos».
Super Mario Sunshine ganó el premio anual de GameSpot al "Mejor juego de plataformas en GameCube". GamePro le dio a Super Mario Sunshine una puntuación perfecta, mencionando que el juego era «una obra maestra superior del diseño de videojuegos, junto con su variedad infinita de jugabilidad, creatividad y vida». La publicación americana Game Informer dijo que el juego es, «sin duda el mejor juego de Mario hasta la fecha». Computer and Video Games también dijo que el juego «es mejor que Super Mario 64». El juego obtuvo la 46.ª posición en una lista de la Official Nintendo Magazine sobre los 100 mejores juegos de Nintendo de la historia. AllGame dio una puntuación baja, afirmando que «Durante el lapso de seis años entre Super Mario 64 y Super Mario Sunshine, los juegos de plataformas se han vuelto más épicos, más interactivos y más bonitos. Sin embargo, el elemento central de la recolección de elementos en un mundo dividido en subsecciones se ha dejado sin cambios. Por lo que viene con un mínimo de decepción que Super Mario Sunshine no sacuda el género con una serie de ideas nuevas y frescas que no sean las habituales mejoras que se esperan de una secuela».
Algunos reseñas fueron críticas con ciertos aspectos del juego. Jeff Gerstmann de GameSpot criticó los diferentes añadidos, incluyendo la mochila de agua y a Yoshi, diciendo que eran unos «simples trucos». También hubo críticas para el sistema de cámaras. Gerstmann mencionó que el juego parecía algo tosco y apresurado, un sentimiento compartido por Matt Wales de Computer and Video Games. GameSpot lo nombró el juego de GameCube más decepcionante de 2002.

### Ventas
En Japón, se vendieron más de 400 000 copias de Super Mario Sunshine en cuatro días. En los Estados Unidos, se vendieron más de 350 000 copias en sus primeros diez días de lanzamiento, superando las ventas de lanzamiento de Grand Theft Auto III de PlayStation 2, Halo de Xbox y Super Mario 64 de Nintendo 64, y aumentando las ventas de hardware de GameCube. En Europa, se vendieron 175 000 unidades una semana después de su lanzamiento. En Japón, hasta octubre de 2002 se habían vendido 624 240 unidades. En 2002, Super Mario Sunshine fue el décimo juego más vendido en los Estados Unidos según NPD Group. Fue relanzado en 2003 como parte de la línea Player's Choice, una selección de juegos con grandes ventas a un precio reducido. En julio de 2006, se vendieron 2,5 millones de copias por 85 millones de dólares, sólo en los Estados Unidos. Next Generation lo clasificó como el noveno juego más vendido lanzado para PlayStation 2, Xbox o GameCube entre enero de 2000 y julio de 2006 en ese país. Hasta junio de 2006, se habían vendido más de 5,5 millones de copias en todo el mundo. Según Satoru Iwata en 2003, las ventas del juego no habían estado a la altura de las expectativas de la empresa.

## Legado
Super Mario Sunshine introdujo diversos elementos que han sido usados en posteriores entregas de Mario. Algunos de los personajes introducidos en este juego han sido personajes recurrentes en la franquicia desde entonces: Bowser Jr., que ha aparecido en varias entregas de la serie Super Mario como uno de sus principales rivales de Mario y en diversas series derivadas de la franquicia; Toadsworth, que hizo posteriores apariciones como personaje secundario o de apoyo en diversos juegos; y Petey Piranha (Floro Piraña en español), un jefe recurrente y personaje jugable en las series derivadas.
Super Mario Sunshine es el primer juego de Super Mario en 3D con la capacidad de montar a Yoshi. Esta característica reaparece en Super Mario Galaxy 2. Un nivel de Super Mario Sunshine reaparece en Super Mario Galaxy 2. La galaxia Maderas Movedizas del mundo S está basado en el cuarto episodio de Puerto Espresso, "El secreto de la Torre del Puerto". En el mismo juego, la galaxia Arenas Blancas posee elementos de Sunshine. Está habitado por varios Piantas. También se convirtió en el primer videojuego de Super Mario en tener cinemáticas prerrenderizadas, un elemento que se ha repetido en las posteriores entregas y en diversos juegos derivados. La serie Super Smash Bros. tiene numerosas referencias a elementos originales de Super Mario Sunshine; F.L.U.D.D. ha aparecido como parte del conjunto de movimientos de Mario desde Super Smash Bros. Brawl y la ciudad Delfino es una etapa también presente desde Brawl.
Luego del lanzamiento de Bowser's Fury en 2021 para Nintendo Switch, el sitio web Eurogamer notó la influencia de Super Mario Sunshine en el juego, desde la aparición de la marca M característica de Shadow Mario al inicio del juego, que Bowser Jr. utilice el pincel mágico, e incluso el nombre de los objetos coleccionables llamados Cat Shines.